# Dezső Orbán
Dans le nom hongrois Orbán Dezső, le nom de famille précède le prénom, mais cet article utilise l’ordre habituel en français Dezső Orbán, où le prénom précède le nom.
Dezső Orbán, né le 26 novembre 1884 à Győr et mort le 5 octobre 1986 à Sydney, est un peintre hongro-australien, cofondateur du groupe Les Huit.

## Biographie
Il est issu d'une famille juive qui s'installe à Budapest en 1888. Il étudie la philosophie, la physique et les mathématiques à l'université royale hongroise Péter Pázmány avant de commencer sa formation artistique avec János Pentelei Molnár. Après son service militaire en 1905, il part pour Paris où il suit les cours de Jean-Paul Laurens à l'académie Julian, et où il fréquente le salon de Gertrude Stein. C'est en ces circonstances qu'il est fortement marqué par les œuvres de Paul Cézanne, Henri Matisse et Pablo Picasso.
Influencé par le fauvisme, il revient à son atelier de Budapest, prend part en 1909 à l'exposition du cercle MIÉNK et fonde avec Róbert Berény, Dezső Czigány, Béla Czobel, Ödön Márffy, Károly Kernstok, Bertalan Pór et Lajos Tihanyi le groupe Les Huit. À cette époque, il partage son atelier avec sa compagne l'écrivain Anna Lesznai, qui pose pour lui comme modèle. En 1912, il est mobilisé lors de la guerre balkanique et combat en Dalmatie.
En 1914, les Huit font partie d'une exposition à la Künstlerhaus Wien, mais des tableaux radicalement novateurs de Róbert Berény et Lajos Tihanyi y sont refusés ; ceux-ci organisent avec Bertalan Pór une contre-exposition, alors qu'Orbán participe à l'exposition de la Künstlerhaus avec les membres conservateurs du Cercle.
Pendant la Première Guerre mondiale, il est promu lieutenant et travaille comme peintre de bataille. En 1918, il soutient la révolution des chrysanthèmes et la république des conseils de Hongrie, et fait partie un moment de la colonie de peintres de Balatonfüred qui disparaît avec l'effondrement de la république des conseils. À la différence de ses compagnons du Cercle des Huit qui émigrent, il reste en Hongrie. En 1929, il reçoit une médaille d'or à l'Exposition internationale de 1929 de Barcelone. À partir de 1931, il dirige un atelier orienté vers le concept anglais d'Arts & Crafts.
En 1937, pendant la période nationale-socialiste, son tableau Église à Eger exposé à Nuremberg est décroché car considéré comme faisant partie de l'art dégénéré, et ne sera pas retrouvé. Pour échapper aux persécutions contre la population juive de Hongrie, il fuit en 1919 avec sa femme Alice Vajda, médecin, et leur fils. Depuis Londres, il part pour Sydney où il prend le nom de Desiderius Orban. En 1942, il sert comme simple soldat dans l'armée australienne. Dans les années 1940, il parvient à vivre de sa peinture et de l'enseignement en Nouvelle-Galles du Sud, et ouvre une école d'art où étudie notamment Judy Cassab (en). Jusqu'à un âge avancé, il continue à participer à des manifestations culturelles variées, et devient en 1975 officier de l'Ordre de l'Empire britannique. En 1975, une rétrospective de la Galerie d'art de Nouvelle-Galles du Sud lui est consacrée.

## Ouvrages
- Száz Mestermüve, 1934
- A layman's guide to creative art, Edwards & Shaw, Sydney 1957
- Understanding art, Ure Smith, Sydney 1968
- What is art all about?, Reinhold Van Nostrand, New York, 1978

## Expositions
- Desiderius Orban retrospective : works from 1900 to 1975. Sydney : Trustees, Art Gallery of New South Wales, 1975.
- Die Acht. A Nyolcak. Ungarns Highway in die Moderne. Gergely Barki, Evelyn Benesch, Zoltán Rockenbauer éditeurs, Deutscher Kunstverlag, Wien 2012,  (ISBN 978-3-422-07157-5)[7].